# Sixten Belfrage
Sixten Esbjörn Mauritz Belfrage, född 27 juli 1883 i Lidköping, död 18 maj 1976 i Lund, var en svensk språkforskare. Han var gift med Elsa Belfrage.

## Biografi
Sixten Belfrage var son till lasarettssysslomannen Wilhelm Belfrage och Clara Johansson. Han blev student vid Uppsala universitet 1901, filosofie kandidat 1905, filosofie licentiat 1909 och filosofie doktor 1920. Han var lärare vid Hola folkhögskola 1907–1908, vid Fjellstedtska skolan i Uppsala 1912–1913 och vid Uppsala folkskollärarseminarium 1913–1915. Han blev medarbetare i Svenska Akademiens ordbok 1916 och var docent i svensk stilistik vid Lunds universitet 1920–1940. Tillsammans med Gunnar Castrén skrev han kommentarer till Johan Ludvig Runebergs Samlade skrifter (1938–1953). 
Sixten Belfrage är begravd på Drängsereds kyrkogård.